# The Terminal
The Terminal is een Amerikaanse dramafilm uit 2004 onder regie van Steven Spielberg. Het verhaal gaat over een man die vastzit op een vliegveld, omdat hem de toegang wordt ontzegd tot de Verenigde Staten. Hij kan ook niet terugkeren naar zijn thuisland (het fictieve Krakhosia) omdat er daar, tijdens zijn vlucht, een revolutie uitgebroken is.

## Verhaal
Viktor Navorski (Tom Hanks) stapt het vliegtuig uit op de John F. Kennedy-luchthaven. Hij heeft netjes zijn papieren bij zich, maar mag toch niet langs de douane. In plaats daarvan wordt hij apart genomen door de directeur douane en grensbewaking Frank Dixon (Stanley Tucci). Dixon legt Navorski uit dat hij niets fout gedaan heeft, maar dat er tijdens zijn vlucht een revolutie is uitgebroken in zijn thuisland Krakhosia (een fictieve Oost-Europese staat). Er is een staatsgreep gepleegd en er zijn nieuwe mensen aan de macht gekomen. Hierdoor is Navorski's visum om de VS te betreden ingetrokken, maar kan hij ook niet terug omdat het land waar hij net vandaan komt officieel niet meer bestaat. Hij is tussen de mazen van de wet geglipt en heeft geen nationaliteit meer. Nu kan hij wel nieuwe papieren krijgen, maar deze kunnen niet worden verwerkt voordat de VS de nieuwe leiders van Krakhosia officieel erkent. Hoelang dat kan duren, is onbekend vanwege de voortwoedende strijd.
Dixon brengt Navorski daarom naar de internationale vertrekhal, wat zijn enige legale verblijfplaats is zolang de oorlog in Krakhosia voortduurt. Het grenshoofd gaat ervan uit dat Navorski op zeker moment van daaruit toch 'stiekem' New York in gaat. Hij hoeft daarvoor maar één deur door en Dixon regelt dat de bewaking daarvan een tijdje afwezig is. Zo New York betreden, zou van Navorski echter een illegaal maken. Hij lijkt echter niet te begrijpen wat Dixon van hem verwacht en kiest ervoor om op het vliegveld te wachten, zoals hem verteld is. Hij probeert elke dag opnieuw of zijn papieren een keer geaccepteerd worden, ondertussen op de luchthaven wonend. Douanière Dolores Torres (Zoë Saldana) moet hem tot haar spijt keer op keer weigeren.
De dagen en nachten verstrijken en de vertrekken van de luchthaven worden gaandeweg steeds meer Navorski's thuis. Hij komt aan eten door statiegeld van de bagagekarretjes te verzamelen en daarmee naar de interne Burger King te gaan. Dixon staat echter op het punt gepromoveerd te worden. Om een goede indruk te maken op de mensen die hiertoe bevoegd zijn, kan hij het niet gebruiken dat Navorski 's morgens in zijn ochtendjas over de luchthaven wandelt om zich te gaan wassen in de toiletruimte. Dixon krijgt hem niettemin met geen mogelijkheid overgehaald om onder valse voorwendselen de VS in te gaan. Daarom probeert hij Navorski op een andere manier kwijt te raken, namelijk door hem het leven op de luchthaven onmogelijk te maken. Hij stelt iemand aan om de bagagekarretjes te verzamelen, zodat Navorski niet meer aan geld voor eten kan komen.
Navorski krijgt daarop hulp van Enrique Cruz (Diego Luna). Hij bezorgt met een karretje de vliegtuigmaaltijden op de luchthaven en is heimelijk verliefd op Torres. Hij belooft ervoor te zorgen dat Navorski, zo lang als nodig, te eten heeft, als die in ruil daarvoor probeert uit te vissen wat Torres leuk vindt en wat zijn kansen bij haar zijn. Navorski accepteert het voorstel. Via Cruz leert hij ook de Indiase schoonmaker Gupta Rajan (Kumar Pallana) en bagagesjouwer Joe Mulroy (Chi McBride) kennen, die ook dagelijks op JFK werken. Samen spelen ze onder meer poker met voorwerpen van de afdeling gevonden voorwerpen als inzet.
Navorski laat zelf zijn oog vallen op stewardess Amelia Warren (Catherine Zeta-Jones), die hij leert kennen doordat ze van tijd tot tijd op het vliegveld aankomt. Zij heeft geen idee dat dit Navorski's vaste verblijfplaats is. Ze denkt dat hij een aannemer is en ook veel reist. Voor Warren wil Navorski Engels leren en op een dag vertelt hij haar de reden van zijn komst naar New York. In 1958 heeft zijn vader, in een Hongaarse krant, een foto gezien van 57 jazzmuzikanten. Hij heeft ze allemaal geschreven met het verzoek om een handtekening. Veertig jaar heeft zijn vader erover gedaan om de verzameling compleet te krijgen. Alle bekende namen zijn er, alleen de handtekening van Benny Golson ontbreekt nog. Op het sterfbed van zijn vader heeft Navorski beloofd om deze handtekening persoonlijk in New York te gaan halen en toe te voegen aan de verzameling. Warren is diep onder de indruk van dit verhaal.
Dan is de oorlog in Krakhosia voorbij en kan Navorski terug naar huis. Hij wil echter zijn belofte nakomen; tot het laatst probeert Dixon dit te voorkomen, door Navorski's nieuw-gemaakte vrienden met uitzetting te bedreigen, maar zij overtuigen Navorski om voor zichzelf te kiezen. Gupta loopt de landingsbaan op om de vlucht naar Krakhosia te vertragen, waardoor hij zelf hoogstwaarschijnlijk terug naar India wordt gestuurd, en mogelijk gevangenisstraf riskeert. Buiten de hal aangekomen, ziet Navorski Warren en vraagt haar met hem mee te gaan. Als zij toch blijft kiezen voor een relatie met een getrouwde man, weet Navorski dat hij haar los moet laten en neemt een taxi naar het Ramada Inn. Hij neemt de handtekening van Golson in ontvangst om vervolgens weer een taxi te nemen die hem 'naar huis' moet brengen.

## Rolverdeling
| Acteur               | Personage       | Opmerkingen                                                   |
| -------------------- | --------------- | ------------------------------------------------------------- |
| Tom Hanks            | Viktor Navorski | Komt naar New York om belofte aan overleden vader na te komen |
| Catherine Zeta-Jones | Amelia Warren   | Stewardess                                                    |
| Stanley Tucci        | Frank Dixon     | Hoofd beveiliging                                             |
| Barry Shabake Henley | Thurman         | Beveiliging                                                   |
| Chi McBride          | Joe Mulroy      | Werkt bij bagagedepot                                         |
| Zoë Saldana          | Dolores Torres  | Douanebeambte                                                 |
| Diego Luna           | Enrique Cruz    | Verzorgt transport maaltijden                                 |
| Kumar Pallana        | Gupta Raja      | Schoonmaker vliegveld                                         |
| Corey Reynolds       | Waylin          | Beveiliging                                                   |
| Benny Golson         | Benny Golson    | Jazzmuzikant                                                  |
| Mark Ivanir          | Goran           | Taxichauffeur afkomstig uit Albanië                           |
| Scott Adsit          | -               | Taxichauffeur                                                 |

## Achtergrond
Hoewel het verhaal fictief is, werd het geïnspireerd door de ware belevenissen van Mehran Karimi Nasseri, een Iraanse vluchteling die van 1988 tot 2006 in hal 1 van het vliegveld Charles de Gaulle bij Parijs woonde, omdat zijn papieren waren gestolen. Er zijn zelfs meerdere soortgelijke gevallen bekend van mensen die langere tijd op vliegvelden leefden, in Nederland bijvoorbeeld Yvonne Paul die koste wat koste in de VS wilde wonen maar daar niet werd toegelaten, en dan maar op Schiphol bivakkeerde.
De dvd van de film vermeldt dat het verhaal zo ongeloofwaardig is, dat het alleen een vrucht kan zijn van de fantasie van de schrijvers Sacha Gervasi en Jeff Nathanson. Een andere film met een vergelijkbaar thema uit 1993 was Tombés du ciel, dat zich afspeelde op een vliegveld in Parijs.
De film is grotendeels opgenomen op Palmdale Regional Airport, in Palmdale, Californië alwaar de terminal (die een vrij waarheidsgetrouwe replica van JFK is) werd nagebouwd. Kleinere delen zijn opgenomen op Mirabel International Airport van Montreal, Canada.